# Suchá Loz
Suchá Loz je obec v okrese Uherské Hradiště ve Zlínském kraji. Leží necelých osm kilometrů jihovýchodně od Uherského Brodu. Žije zde přibližně 1 200 obyvatel.

## Název
Základem jména vsi je staré (h)loza, které ve staročeštině označovalo kmen nebo větve stromu, ve východomoravském nářečí drobné roští. Přívlastek Suchá (ve starších dokladech ve složenině Sucholozy nebo Sucholoza) ukazuje na význam jména "místo, kde se sbírá suché drobné dřevo". Podoba Loz (místo Loza) se poprvé objevila na Šemberově mapě Moravy a v roce 1921 byla stanovena jako úřední.

## Historie
První písemná zmínka o obci se nachází ve falzu zakládající listiny vizovického kláštera z poloviny 14. století a hlásí se k roku 1261 (Suchalusi).
V roce 2007 se Suchá Loz v soutěži Vesnice roku (vyhlašované Ministerstvem pro místní rozvoj a Spolkem pro obnovu venkova ČR) stala Vesnicí roku Zlínského kraje a v celorepublikovém kole se umístila na 3. místě.

## Současnost a zajímavosti
Část obce leží v CHKO Bílé Karpaty. Nachází se v ní dva prameny lithiové kyselky – Slatiny. V obci se zachovají lidové tradice, nejvýznamnější z nich je tradiční Kateřinská zábava se soubojem o botu.

## Obyvatelstvo
| Rok            | 1869 | 1880 | 1890 | 1900 | 1910 | 1921 | 1930 | 1950 | 1961  | 1970  | 1980  | 1991  | 2001  | 2011  | 2021  |
| -------------- | ---- | ---- | ---- | ---- | ---- | ---- | ---- | ---- | ----- | ----- | ----- | ----- | ----- | ----- | ----- |
| Počet obyvatel | 604  | 664  | 714  | 823  | 955  | 979  | 909  | 982  | 1 213 | 1 251 | 1 254 | 1 158 | 1 093 | 1 084 | 1 078 |
| Počet domů     | 113  | 124  | 127  | 144  | 156  | 170  | 187  | 208  | 254   | 278   | 291   | 322   | 328   | 330   | 360   |

## Obecní správa

### Obecní symboly
Znak a vlajka byly obci uděleny rozhodnutím předsedy Poslanecké sněmovny Parlamentu České republiky dne 14. června 2000.

## Pamětihodnosti
- Kostel svaté Ludmily

## Galerie

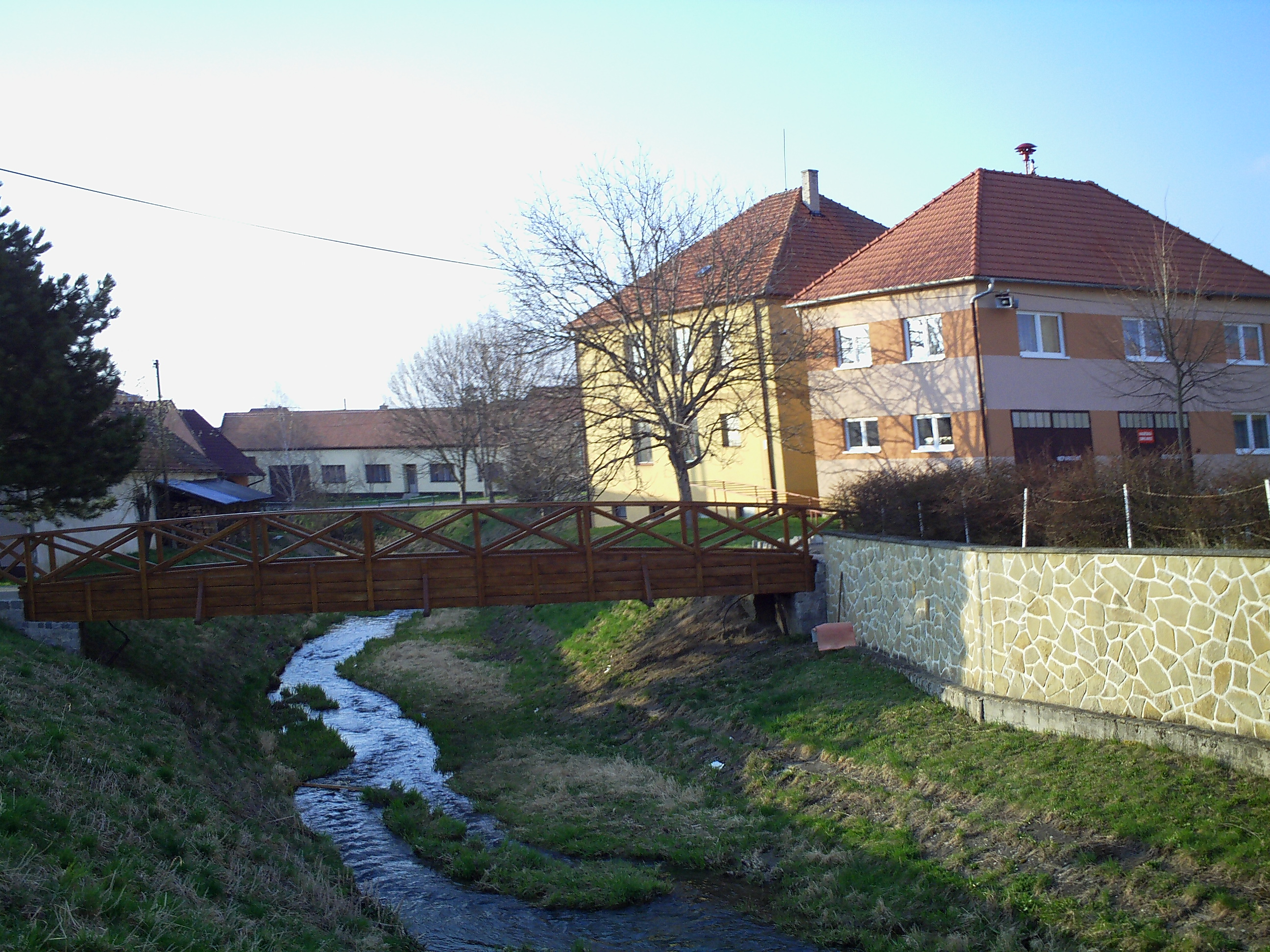
Domy kolem potoka Nivničky
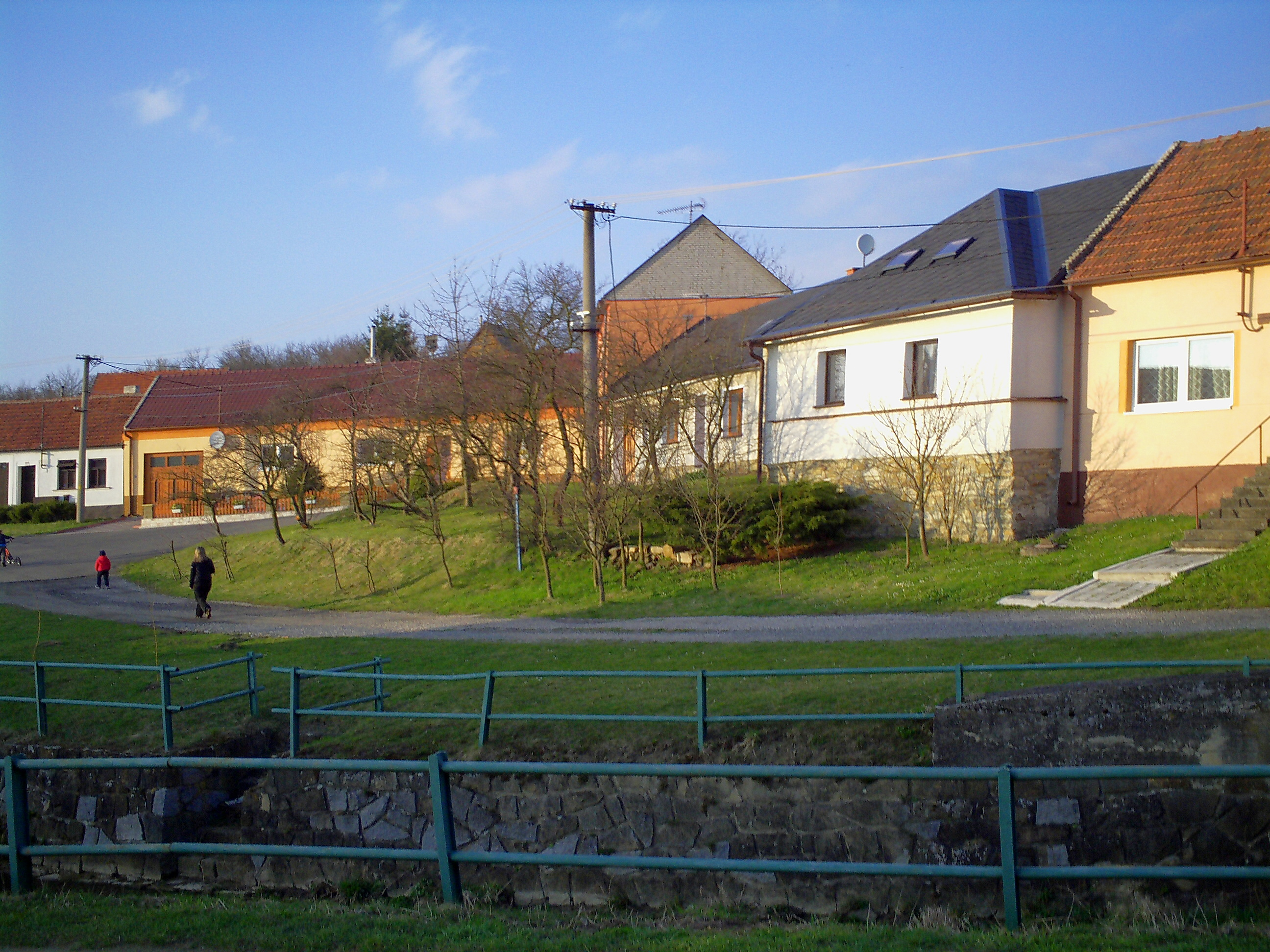
Zástavba za potokem
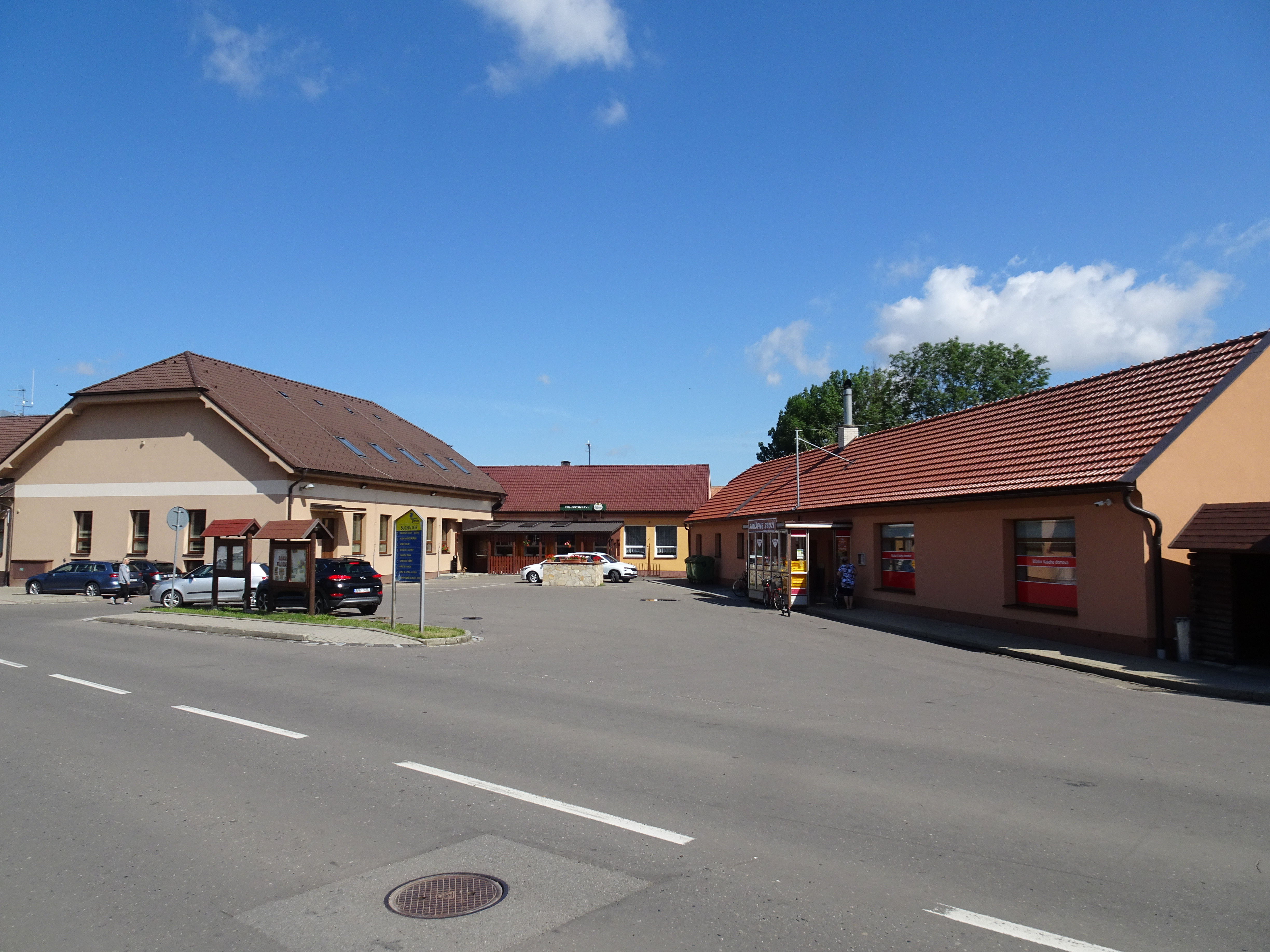
Restaurace Suchá Loz
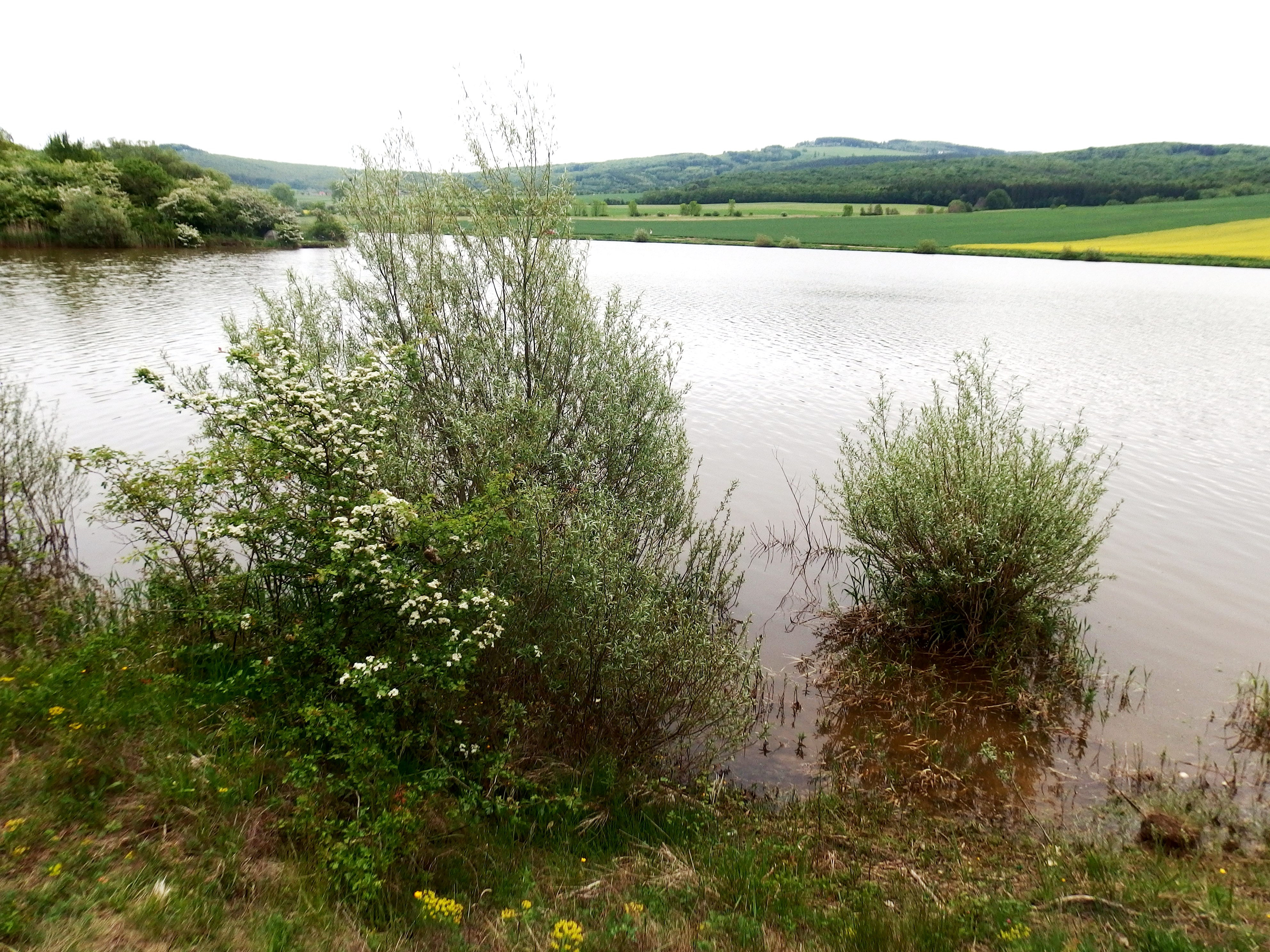
Přehrada Ordějov

## Osobnosti
- Petr Gazdík (* 1974), starosta obce a poslanec, ministr školství ve Fialově vládě